# Isela okuncana
Espèce
Isela okuncana est une espèce d'araignées aranéomorphes de la famille des Mysmenidae.

## Distribution
Cette espèce est endémique du KwaZulu-Natal en Afrique du Sud,.

## Description
Le mâle holotype mesure 1,59 mm et la femelle paratype 1,78 mm. Les mâles mesurent de 1,47 à 1,68 mm et les femelles de 1,51 à 1,94 mm.

## Éthologie
Cette araignée est cleptoparasite, elle a été observée sur les toiles d'Allothele teretis.

## Publication originale
- Griswold, 1985 : Isela okuncana, a new genus and species of kleptoparasitic spider from southern Africa (Araneae: Mysmenidae). Annals of the Natal Museum, vol. 27, no 1, p. 207-217 (« texte intégral »(Archive.org • Wikiwix • Archive.is • Google • Que faire ?)).